# ニシネズミザメ
ニシネズミザメ、西鼠鮫 Lamna nasus はネズミザメ科のサメの一種。北大西洋と南半球の温帯から亜寒帯の海洋に分布する。北太平洋には近縁種のネズミザメが分布し同等のニッチを占めている。体は太く頑丈で、第一背鰭と胸鰭は大きい。2.5m、135kg程度になり、背面は灰色、腹面は白。ネズミザメとは、第一背鰭後端の白い模様で区別できる。
餌は硬骨魚やイカ。回遊を行い、沿岸から水深1360mの深海まで幅広く泳ぎ回る。奇網によって体温を維持しているため、寒い海でも活発に活動できる。遊び行動も知られている。卵食性の胎生で、胎児は母体が排卵する卵を食べて育つ。毎年繁殖し、産仔数は4。
人を攻撃した例はごくわずかである。ゲームフィッシュとして高く評価される他、肉や鰭も高値で取引される。北大西洋では1950-60年代の乱獲によって個体群が大きなダメージを受けているが、現在も漁業が続けられている。IUCNは全体の保全状況を危急としている。

## 分類

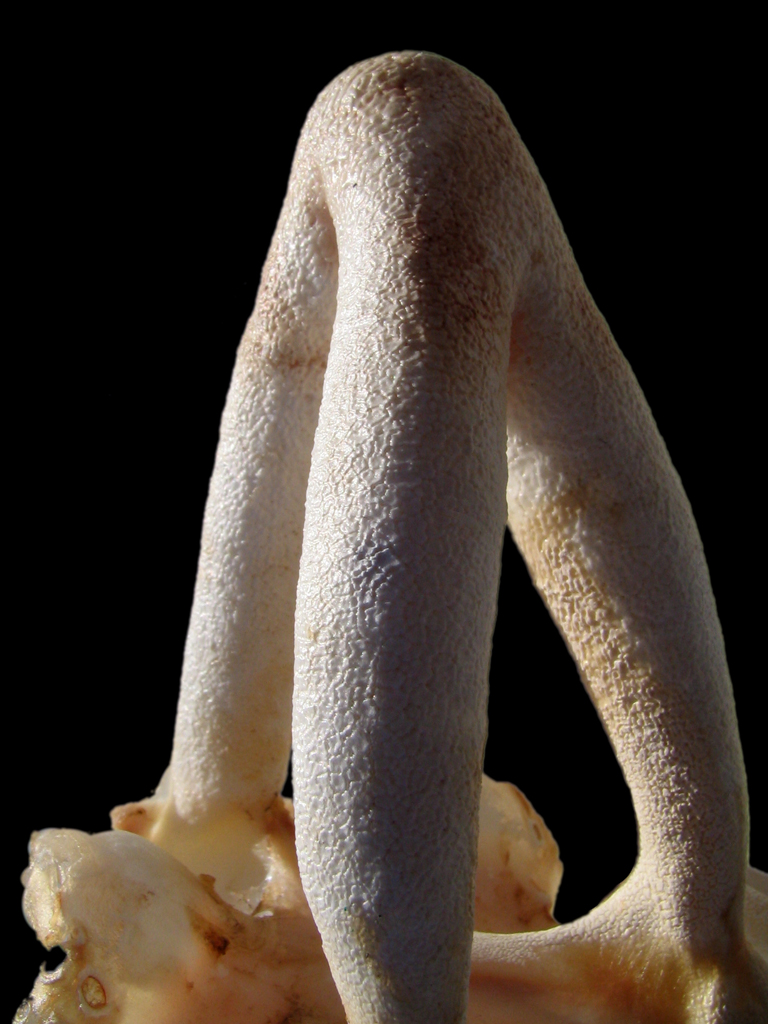
石灰化した吻部の軟骨。種小名nasus は「鼻」を意味する。

1788年のTableau encyclopédique et methodique des trois règnes de la nature において、フランスの博物学者ピエール・ジョゼフ・ボナテールにより記載された。これはウェールズの博物学者トーマス・ペナントの1769年の記録に基いている。この時の学名はSqualus nasus で、種小名nasus はラテン語で「鼻」を意味する。1816年、フランスの博物学者ジョルジュ・キュヴィエは本種を独立のLamna 亜属に含めた。その後この亜属は属に昇格された。
英名「porbeagle」の語源は定かではないが、一般的にはネズミイルカ類 (porpoise) とビーグル (beagle) の合成語で、その体型と、しぶとく狩りを行うことに因んだものと推測される。他の説としては、コーンウォール語の港 (porth) と羊飼い (bugel) に由来するというものもある。オックスフォード英語辞典は、単語の前半はコーンウォール語の借用か変形で、これに英語の「beagle」が組み合わさったものだとしている。だが満足のいくコーンウォール語の原語は提示されていない。また、この英語辞典では、フランス語で「豚」を意味する「porc」や、一般的に語源とされる「porpoise」との繋がりを示す証拠はないことも指摘している。他の英名としてAtlantic mackerel shark・Beaumaris shark・bottle-nosed shark・blue dogなどがある。

## 系統
形態学やmtDNAに基づいた系統解析研究では、本種は北太平洋に分布するネズミザメの姉妹群だとされる。ネズミザメ属は6500-4500万年前に出現したと考えられるが、現生種2種が分離した時期は定かでない。だが、おそらく北極海の海氷の形成が、北太平洋と北大西洋の個体群の種分化に関係したと考えられている
化石記録は中新世後期（約720万年前）のベルギーとオランダ、鮮新世（530-260万年前）のベルギー・スペイン・チリ、更新世（260万-12000年前）のオランダの地層から知られている。また、本種によく似たネズミザメ属の歯が、始新世中-後期（5000-3400万年前）の南極半島沖、セイムール島のラ・メセタ層から発見されている。ネズミザメ属の成体の歯は変異が大きく、化石記録には大きな混乱がある。

## 分布
両半球の寒帯に広く分布する。温帯～熱帯域には分布せず、北太平洋でも本種のニッチをネズミザメが占めているために分布しない。主に北緯30–70°・南緯30–50°で見られる。北大西洋では、北限はカナダ沖のグランドバンクからグリーンランド南部・スカンディナヴィア・ロシア。南限はニュージャージー州からバミューダ諸島・アゾレス諸島・マデイラ諸島・モロッコ。地中海でも見られるが、黒海には生息しない。通常は迷入するとしてもサウスカロライナ州やギニア湾までだが、北西大西洋の雌は出産のためにサルガッソ海やイスパニオラ島まで進入することがある。南半球では南極収束線より北に連続的な帯状に分布すると見られ、北限は、南米ではチリからブラジル南部、南アフリカでは西ケープ州、オセアニアでは西オーストラリア州南部からクイーンズランド州南部、ニュージーランド。本種が南半球に進出したのは、約260万年前に始まる第四紀氷河作用の間だと考えられる。この時期には、現在よりも熱帯域が縮小していた。
沖合の堆を好むものの、深度1360mの海盆から1mに満たない沿岸域まで、海中のあらゆる場所で見られる。異常な記録として1例のみ、アルゼンチンの塩湖マル・チキータから幼体の報告がある。ブリテン諸島での追跡調査では、同じ個体であっても短期間の間に著しく移動パターンを変えることが示された。上下運動は水深と水温成層に影響され、浅い非成層水域ではあまり上下に移動しない、または、日中は浅場・夜間は深場という日周鉛直移動の逆のパターンを示す。深い成層水域では逆に、日中は水温躍層より下、夜間は表層という通常の日周鉛直移動を示す。水温1-23℃の範囲から報告されているが、通常は5-10℃の海域を好む。
北大西洋と南半球の個体は完全に分離している。北大西洋では交流の少ない東西2つの個体群があり、1例のみアイルランドからカナダへ4260kmを渡った例が報告されている。南半球でも幾つかの個体群が存在するようである。北大西洋では性別と大きさによって分離した群れを作っており、南半球でも、少なくとも大きさによって分離している。例えば、スペインでは雄が雌の2倍存在するのに対し、スコットランドでは雌が雄より30%多い。また、ブリストル海峡では未成熟の雄が主である。成長した大型個体は若い個体より高緯度で見られる傾向にある。
両半球において、季節的な回遊が観察されている。北西大西洋では、多くの個体が春をノバスコシア沖の大陸棚の深部で過ごし、晩夏から秋にかけて500-1000km北のグランドバンクやセントローレンス湾の浅海に移動する。12月には、成熟した雌は出産のために2000km南のサルガッソ海に移動する。この雌はメキシコ湾流の下にある冷水を辿るため、日中は600m、夜間は200m以深を保つ。北東大西洋では、春から夏を浅い大陸棚で過ごし、冬にかけて北方沖合の深い場所に移動すると考えられている。2300kmもの距離を移動することもあるが、一度目的地に辿り着くと比較的狭い地域に留まる傾向がある。南太平洋では、冬から春にかけては30°Sより北の亜熱帯で過ごすが、夏は35°Sより南に戻り、亜南極諸島でもよく見られるようになる。

## 形態

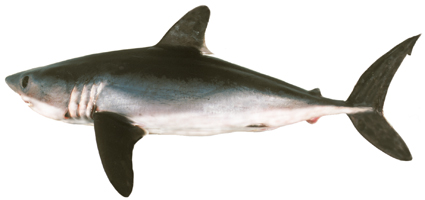
南半球で捕獲された個体。第一背鰭後端の白い模様は本種に特有である。

体は非常に頑丈な紡錘形。吻は長い円錐形で先端は尖る。内部には高度に石灰化した軟骨があり硬い。眼は大きくて黒く、瞬膜はない。鼻孔は小さくS字状で、眼の下前方に位置する。口は大きく、強く曲がり、ある程度突き出すことができる。北大西洋では、上顎歯列は28-29・下顎歯列は26-27。南半球では上顎歯列は30–31・下顎歯列は27–29。各歯は強く弧を描いた基部と、ほぼ真っ直ぐな錐のような尖頭を持ち、1対の小尖頭が左右にある。最も小さい個体では小尖頭はないこともある。5対の鰓裂は長く、胸鰭の基底より前にある。
胸鰭は細長い。第一背鰭は胸鰭の基底の直後から起始し、大きくて高く、先端は丸い。腹鰭は第一背鰭よりかなり小さい。第二背鰭と臀鰭も同様に小さく、体後部に対在し、基部が細くなっているために左右に動かすことができる。尾柄の側面には明瞭な水平隆起があり、その下にも第二の短い隆起線がある。尾鰭は大きく三日月形で、下葉の長さは上葉と同程度である。尾柄の上下には凹窩があり、尾鰭上葉の後縁先端には深い欠刻がある。皮膚は柔らかく、平たく小さな皮歯で覆われ、ビロードのような質感となる。各皮歯には、後縁の突起に続く3本の水平隆起がある。
背面は灰色から暗灰色で、胸鰭も同様である。腹面は白。南半球の成体は、頭部下面に暗い模様があり、腹面にくすんだ斑点が散らばることが多い。本種に特有の配色として、第一背鰭の後端が灰白色から白となることが挙げられる。最大で全長3.7mという報告があるが、これは他のネズミザメ類との混同の結果であるかもしれない。通常は2.5m程度である。北大西洋では雌は雄より大きくなり、最大で雄は尾叉長（吻端から尾鰭の凹みまで）2.5m・雌は3.0m。南半球の個体はこれより小さく、雌雄の大きさも同じくらいで、最大で雄は尾叉長2.0m・雌は2.1mである。ほとんどの個体は135kgを超えない。最大で、スコットランドのケイスネスで捕獲された個体の230kgの記録がある。

## 生態

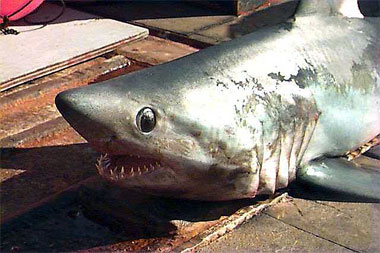
流線型の体と長い鰓裂は、高速で活発な動きへの適応である。

高速で活発な種で、単独または群れで見られる。紡錘形の体・側面に水平隆起のある細い尾柄・三日月形の尾鰭は速度を維持するための適応であり、マグロやカジキなど活動的な魚類との収斂進化だと考えられる。本種とネズミザメはネズミザメ科の中で最も太い体を持ち、全長と体高の比は4.5に近い。このため泳ぎは非常に堅いもので、体をほぼ固定したまま尾のみを振ることで、機動性を犠牲にして高いエネルギー効率で推進力を生むことが可能となっている。本種は鰓の表面積が大きく、組織に大量の酸素を取り込むことができる。体側には好気的代謝を行う「赤筋」の短い帯がある。これは通常の「白筋」とは独立に、より少ないエネルギーで収縮することができ、遊泳持続力を高めている。
本種は遊び行動が確認されている数少ない魚類の一つである。主にコーンウォール沖において、本種が水面に浮かぶケルプの葉状体の上を転がったり、繰り返し体に巻き付けたりする行為が観察されている。これは探索行動や自己刺激行動である可能性もあるが、単にケルプに潜む小型生物を食べたり、体表の寄生虫を落としたりするための行動である可能性もある。また、群れの中で互いに追いかけ合う行動も報告されている。流木の破片や釣具の浮きなど、水面に浮かぶ天然・人工物を突付く・投げる・噛むなどして遊ぶ行動も見られる。
本種の捕食者は記録されていないが、ホホジロザメとシャチが天敵として考えられる。アルゼンチンで捕獲された小型個体に、クロヘリメジロザメのものに似た噛み跡が付いていた記録があるが、これが捕食行動によるものか種間闘争によるものかは不明である。寄生虫として、条虫のDinobothrium septaria ・Hepatoxylon trichiuri 、カイアシ類のDinemoura producta ・Laminifera doello-juradoi ・Pandarus floridanus が知られている。自然死亡率は低く、北西大西洋では幼体で年間10%、成体雄で15%、成体雌で20%である。

### 摂餌

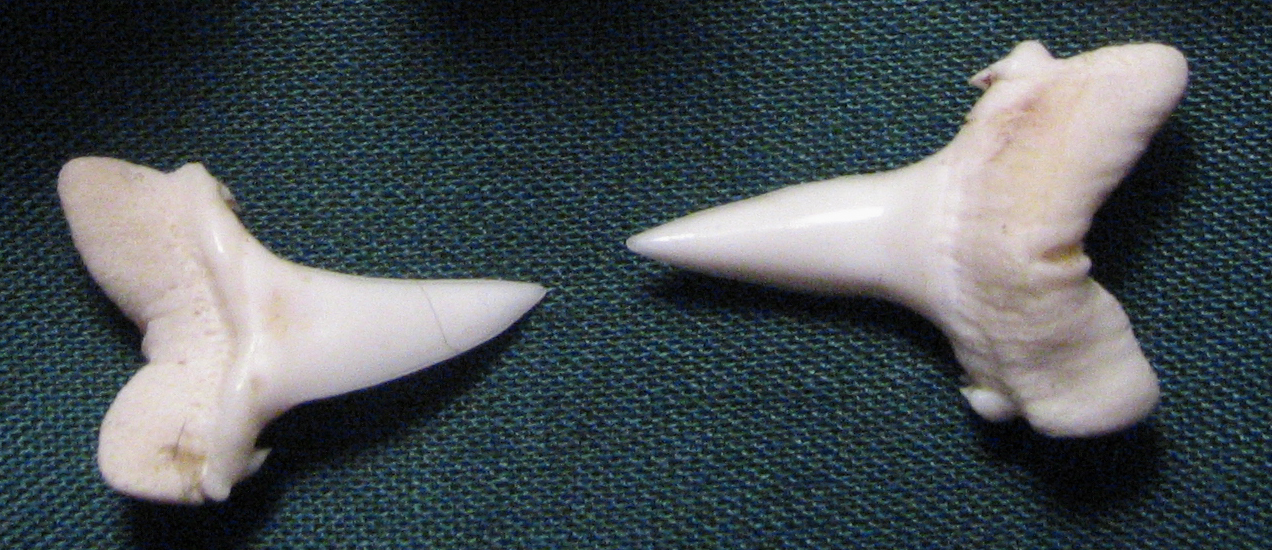
歯は魚を捕捉することに適応しており、長い尖頭と微小な小尖頭を持つ。

活動的な捕食者で、主に小-中型の硬骨魚を食べる。遊泳性のミズウオ科・サバ・イワシ・ニシン・サンマ科などの他、タラ科・メルルーサ科・コオリウオ科・マトウダイ科・イカナゴ科・ダンゴウオ科・カレイ目などの底生魚も捕食する。頭足類、特にイカも重要な獲物であり、まれにアブラツノザメ・イコクエイラクブカなどの小型のサメも捕食する。胃内容物からは、偶発的に飲み込んだと見られる小型の貝類・甲殻類・棘皮動物や他の無脊椎動物のほか、小石・羽毛・ごみの破片などの未消化物も発見されている。
北西大西洋では、春には主に遊泳性魚類やイカ、秋には底生魚を食べる。これは春から秋に本種が次第に深い場所に移っていくことに対応し、その場所で利用しやすい生物を食べていると考えられる。このことから、本種は日和見的な捕食者で、餌生物への特異性は高くないと見られる。春から夏にかけてケルト海やスコシア大陸棚の外縁では、高密度の動物プランクトンに集まる魚を追って、潮汐によって形成された暖水塊の前線に本種の群れが出現する。狩りを行っている個体は定期的に表層から底までを幅広く泳ぎ、数時間おきに元の深さに戻ってくるという行動パターンをとるが、この上下運動は嗅覚に誘導されていると考えられる。1歳・1m程度の幼体はオキアミや多毛類を食べるという報告がある。

### 生活史
繁殖サイクルは特殊で、両半球でほぼ同じ時期（半年ずれることなく）に行われる。これは繁殖が水温や日照時間の影響をあまり受けないことを意味し、おそらく生理的に内温性であることによるものである。交尾は主に9-11月に行われるが、シェトランド諸島では1月に、交尾による真新しい噛み傷のついた雌が報告されている。雄は雌の胸鰭・鰓の周囲・体側に噛み付いて体を固定し交尾を行う。北西大西洋ではニューファンドランド島と、メイン湾内のジョージバンク上の2箇所の繁殖地が知られている。成体雌は右側の卵巣と両側の子宮が機能する。おそらく毎年繁殖し、1つの子宮に2匹の胎児が互いに逆向きに入るため、典型的な産仔数は4となる。稀に、産仔数は1-5の幅で変動することがある。妊娠期間は8–9ヶ月。
ネズミザメ科の他種と同様に、卵食型の無胎盤性胎生であり、胎児は母体が供給する未受精卵を食べて成長する。このため妊娠期間の前半の雌は、長さ7.5cm程度の卵殻に包まれた小さな卵を子宮内に大量に排卵する。胎児は最初、卵黄嚢によって成長し、3.2-4.2cmで孵化する。この時点の胎児はよく発達した外鰓と螺旋腸を持つ。4.2-9.2cmで外鰓と卵黄嚢はほぼ再吸収されるが、まだ卵殻に包まれた卵を食べることはできない。10-12cmになると、胎児は下顎に2本の大きな「牙」状の歯を発達させ、これで卵殻を破ることができるようになる。上顎にもこれよりは小さいが、2本の歯が発達する。その後、胎児は卵を貪欲に食べ始め、胃は大きく膨らむ。これに伴って腹の筋肉は中央で断裂し、皮膚は大きく伸びる。
20-21cm程度の胎児は、色素を欠いているために眼を除いてピンク色であり、頭部と鰓はゼラチン質で横に膨らんでいる。30-42cmの時点で、胎児の体重の81%は胃に蓄えた卵黄となっている。34-38cmで胎児は色素を獲得し始め、牙が抜け落ちる。このあたりで雌は排卵を停止する。胎児は子宮内に残る卵を顎で潰すか丸呑みすることで消費し続けるが、やがて胃に蓄えた卵黄に主な栄養を頼るようになる。胎児は栄養を胃から肝臓に移し始め、胃の収縮に伴って肝臓は急速に拡大していく。40cmになると色素が完全に生成され、58cmで出生時の外見を獲得すると想定される。この時点で胃は収縮しており、腹部の筋肉は再結合して、実態は異なるが「臍」のような痕を残す。両顎には数列の単尖頭の歯が生え揃うが、これは倒れており、出生までは機能しない。

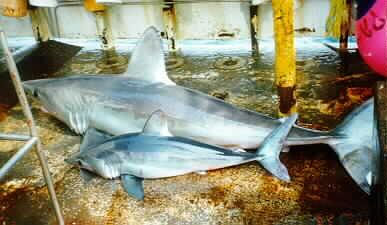
幼体と成体。

出生時は58-67cmで、5kgを超えない。重量の1/10程度が肝臓で、胃内部にはまだ卵黄が残っており、食事を覚えるまではその栄養で成長する。胎児の成長率は全体として7-8cm/月程度である。時折、子宮内の一方の胎児がもう一方よりかなり小さくなることがある。これは、子宮内で前向きの胎児が母体の排卵する卵をほとんど食べてしまうことや、母体が全体に行き渡るほど十分な卵を排卵できないことによる。出産は4-9月で、北大西洋では4-5月（春から夏）、南半球では6-7月（冬）に最も盛んである。北西大西洋では、出産はサルガッソ海の深度500m程度の場所で行われる。
成熟するまでの成長速度は雌雄であまり変わらないが、雌は性成熟が遅いためにより大きくなる。生後4年までの成長率は年間16-20cmで、両半球であまり変わらない。その後は、南西太平洋の個体は北大西洋の個体より成長速度が落ちる。北大西洋では、雄は尾叉長1.6-1.8m・6-11歳、雌は2.0-2.2m・12–18歳、南西太平洋では、雄は1.4-1.5m・8–11歳、雌は1.7-1.8m・15–18歳で性成熟する。最高齢個体の記録は26歳で、全長2.5mだった。最大寿命は大西洋で30–40年、南太平洋で65年程度と推定される。

### 体温調節

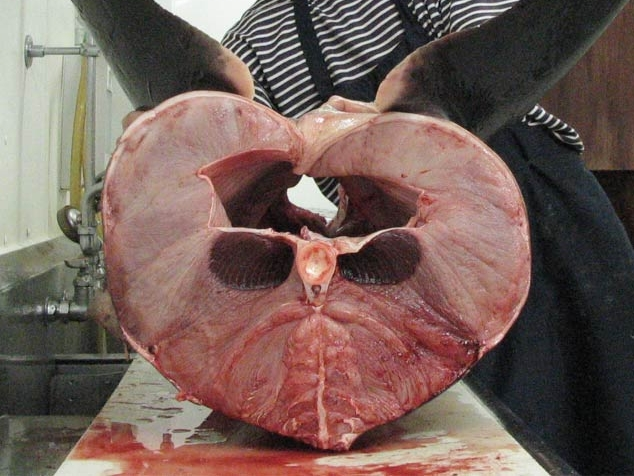
体幹の断面図（腹が上）。中央部には赤筋がある。

他のネズミザメ科同様に内温性で、赤筋の代謝熱を体内に留めるための特殊化した血管系である奇網を備えている。これは対向流交換系となっており、効率的な熱交換器として機能する。本種は様々な場所に奇網を持っており、脳と眼に接続する眼窩部の奇網、遊泳筋に接続する体側皮下の奇網、内臓塊に接続する肝臓上部の奇網、腎臓の奇網などがある。
本種が深部体温を保つ能力は、サメの中ではネズミザメに次いで2位である。赤筋は脊柱に沿って走り、その側面には帯状に並んだ4,000本を超える細い動脈からなる奇網がある。体の深部は周囲の水より8–10℃暖かく、これはネズミザメ科内で最も高いものの一つである。内温性であることで、高い巡航速度の維持、深海での長時間の活動、冬季でも高緯度での活動が可能になり、他のサメが利用できない獲物を利用できるようになっている。眼の奇網は脳と眼の温度を3–6℃上昇させ、おそらく深度変化による急激な温度変化からこれらの繊細な器官を守るのに役立っている。また、潜在的には視力の向上や反応時間の減少にも繋がる。

## 人との関わり
その体格から人間やボートを攻撃することは可能であるが、そのような事例は稀にしか報告されていない。2009年の国際サメ被害目録では3件の攻撃を本種によるものとしており、1件は人が挑発した事例で致命的ではなく、2件はボートに対するものだった。ある古い逸話には、海面から飛び出した個体が漁師の服を切り裂いたというものがある。遊泳者が「ネズミザメ」に噛まれたという報告は他にもあるが、これはアオザメやホホジロザメを誤認している可能性もある。最近、北海の石油プラットフォームにおいて、潜水作業員に接近する1個体の成体が撮影された。この個体は時折体を軽く擦りつけたが、危害は加えなかったため、捕食が目的ではなく防御行動または好奇心によるものだったと考えられる。
過去には、小型魚種を狙った軽量の網を傷つける、針に掛かった魚を奪い取るなどの行動から漁業者に嫌われていたこともあった。本種はアイルランドや英国・米国の釣り人に、ゲームフィッシュとして高く評価されている。引きは強いが、アオザメのように空中に跳び出すことはあまりない。初心者は本種をアオザメ (mako) と間違えることがよくあり、ニューイングランドでは本種に「fako」の愛称が付けられている。国際ゲームフィッシュ協会は本種の記録を取っている。

### 漁業

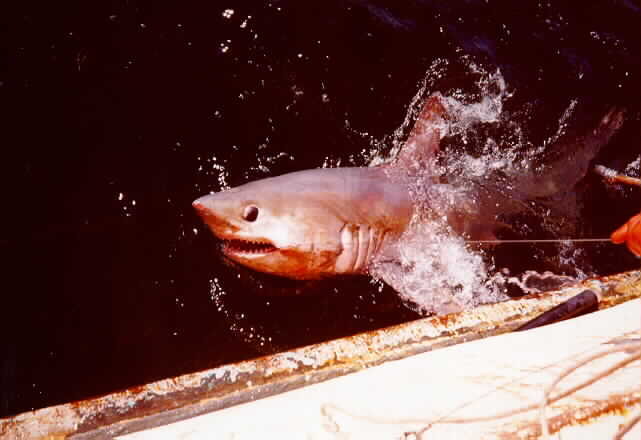
延縄で捕獲された本種。漁業的に重要で、釣り人にも好まれる。

肉と鰭を目的に、本種は長期間に渡って高い漁獲圧を受け続けている。肉は生・冷凍・干物・塩漬けで販売される。1997-1998年の価格は5–7ユーロ/kg（ヨシキリザメの4倍）で、最も高価なサメの肉の一つであった。需要のほとんどはヨーロッパだったが、米国や日本にも輸出された。鰭はふかひれとして東アジアに輸出され、残った残骸も、皮革・肝油・魚粉などに加工されることがある。本種の貿易はかなりの量に上ると見られるが、多くは複数種が混同されているため種レベルの正確な輸出入量データは得られていない。主に延縄で漁獲されるが、刺し網・流し網・トロール漁・手釣りなども用いられる。価値が高いため、混獲された場合でも保存されることが多いが、船倉が足りない場合はフィニングを行い残骸は捨てられることもある。
本種に対する漁業は1930年代、ノルウェーとデンマークの延縄漁船によって北東大西洋で開始された。ノルウェーの漁獲量は、1926年には279tだったが1933年には3,884tとなり、第二次世界大戦後に再開された直後の1947年には約6,000tを記録した。その後すぐに資源は枯渇し、1953-1960年には年間1,200–1,900t、1970年代初期には160–300t、1980年代後期から1990年代後期には10–40tとなった。デンマークでも同様に、1950年代初期の1,500tから、1990年代には100t以下にまで減少した。フランスとスペインは1970年代に漁に参入した。フランスの漁船は主にケルト海とビスケー湾で操業し、年間漁獲量は1979年の1,000t以上から、1990年代後半には300–400tに落ち込んでいる。スペインの年間漁獲量は変動が激しく、ほぼ0から4,000t以上に及ぶ。これは、漁獲努力をあまり利用されていない海域へと移していったことを反映していると考えられる。
北東大西洋での資源減少により、ノルウェーの漁船団は1960年代に、西方のニューイングランド-ニューファンドランド沖に移動した。数年後にはこれにフェロー諸島の延縄漁船も加わった。ノルウェーのこの海域での年間漁獲量は、1961年の1,900tから1965年には9,000t以上に増加し、本種がsmeriglio の名で広く流通しているイタリアに主に輸出された。その後6年でこの海域の資源も枯渇し、1970年にはノルウェーの漁獲量は1,000t以下に、フェロー諸島の漁獲量も同様の傾向となった。これに伴い、ほとんどの漁業者は別の海域に移動するか、別種の漁に切り替えた。その後25年間で資源は次第に回復し、乱獲前の30%に達した。だが1995年、カナダが排他的経済水域を設定して本種に対する漁業を始めると、1994-1998年に漁船団が年間1,000–2,000tを漁獲したことで、2000年には乱獲前の11–17%に再び減少した。2000年に導入された厳しい規制と少ない漁獲割り当てによって本種の個体数は再び回復に転じたが、繁殖力の低さから回復には数十年かかると見られる。高い漁獲圧による非意図的な人為選択が代償成長応答を引き起こしており、成長速度は速く、より早期に成熟するよう変化している。
南半球での商業漁業の状況はあまり報告されていないが、より価値のあるミナミマグロ・メカジキ・マジェランアイナメなどを狙った日本・ウルグアイ・アルゼンチン・南アフリカ・ニュージーランドなどの遠洋延縄漁船によって大量に混獲されていると見られる。ウルグアイの遠洋マグロ延縄漁では、本種の混獲は1984年の150tがピークだった。この漁業における1988-1998年の捕獲努力量 (CPUE) の記録は、水揚げ量が90%下落したことを示している。これが個体数の減少によるものか、漁法の変化によるものかは不明である。1998-2003年におけるニュージーランドでの年間漁獲量は150–300tで、ほとんどが未成体だった。

### 保護

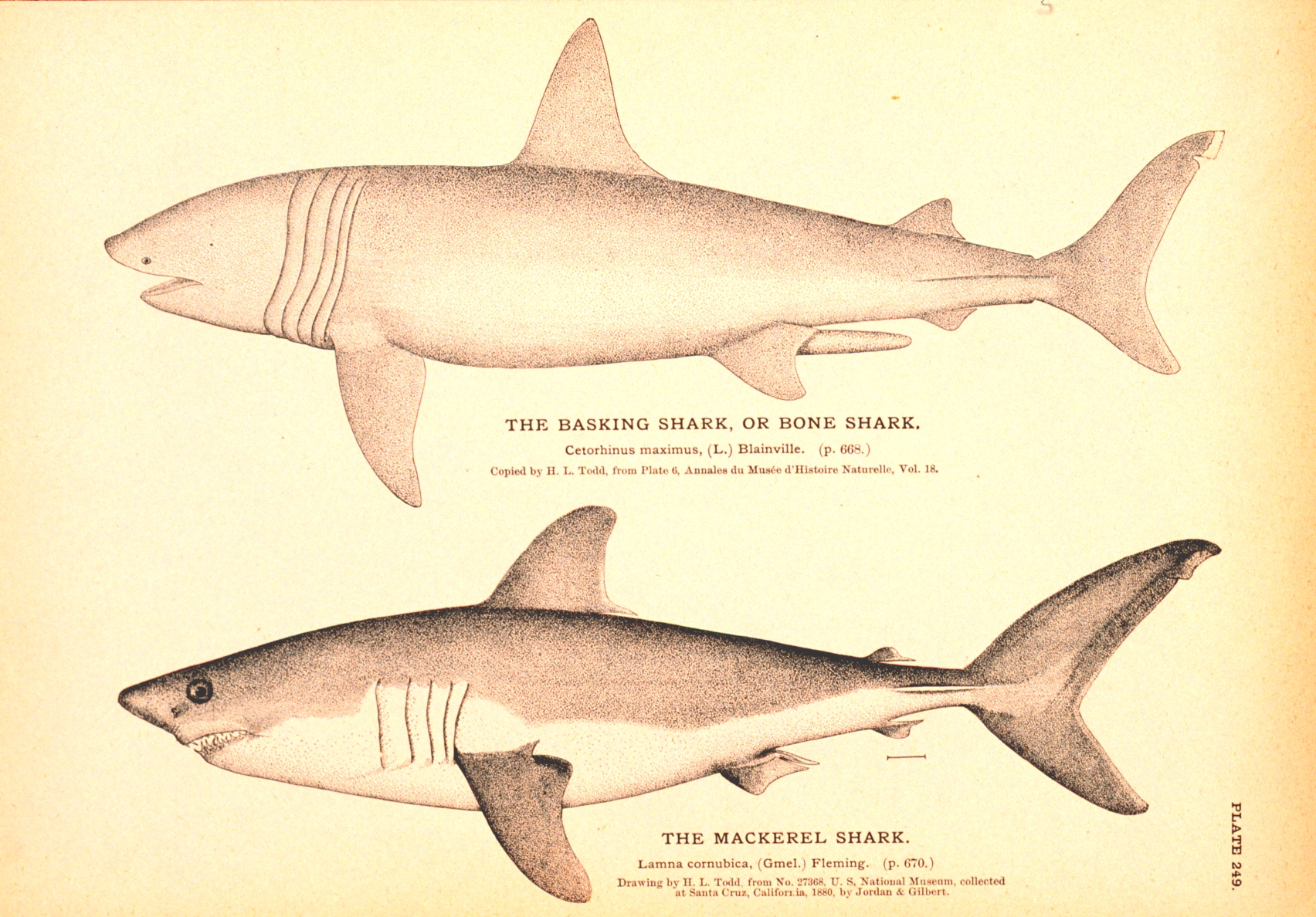
ウバザメと本種（シノニムのLamna cornubica が用いられている）の古いイラスト。双方とも商業的に重要な種である。

北大西洋の東西で資源が急速に枯渇したことは、他のサメ漁でも典型的に見られる「にわか景気」パターンとしてよく言及される。産仔数が少ないこと、成熟に時間がかかること、様々な年齢の個体が同時に捕獲されることによって、本種は乱獲にあまり耐性がない。IUCNは全体的な保全状況を危急としている。北西大西洋とバルト海では絶滅危惧、北東大西洋と地中海では絶滅寸前と評価されている。
本種は海洋法に関する国際連合条約 (UNCLOS) の附属書I（高度回遊性魚種）、移動性野生動物種の保全に関する条約（CMS、ボン条約）の附属書I（回遊性サメ類の保護に関する了解覚書）に掲載されている。カナダ・米国・ブラジル・オーストラリア・欧州連合・大西洋まぐろ類保存国際委員会 (ICCAT) を含む超国家的団体によるサメのフィニングの禁止も、本種の保護に貢献している。ワシントン条約 (CITES) の動物委員会は本種に追加の保護を提供するよう勧告したが、2008年と2010年には本種の掲載は見送られた。2013年3月、本種は正式にCITESの附属書IIに掲載され、国際取引における規制強化が可能になった。
南半球での唯一の規制は2004年に設定されたニュージーランドの漁獲可能量 (TAC) で、年間249tとされている。北東大西洋では長期間に渡る減少傾向にもかかわらず、規制は行われてこなかった。1985年から、欧州諸共同体の海域においてノルウェー200t、フェロー諸島125tの漁獲割り当てが設定された。これは1982年に設定が考えられていたノルウェー500t、フェロー諸島300tよりも少ないが、実際にはこの海域での漁獲量は設定された割当量より多く、実効性がないと考えられる。
地中海では絶滅寸前で、20世紀中頃から個体数は99.99%以上減少している。生息域は成育場があると見られるイタリア半島周辺のみに縮小しており、過去数十年の科学調査・メカジキ漁の混獲・ゲームフィッシングなどによる捕獲個体を合計しても数十にしかならない。1995年の地中海の特別保護地域と生物多様性に関する議定書では、附属書III (species whose exploitation is regulated) に掲載されたが、批准されていない。1997年のヨーロッパの野生生物及び自然生息地に関するベルン条約では、附属書IIIに掲載されている。緊急対策が必要であることが認識されているにもかかわらず、新しい管理計画は未だ設定されていない。
北西大西洋の個体群は北東大西洋よりもよい状況にある。カナダ海域での漁業は1995年、カナダ大西洋岸での外洋性サメ類の漁業管理計画において、年間の漁獲割り当てが1,500tに設定され、時期・海域・漁具が規制され、混獲や遊漁者による捕獲に上限が設定された。2000–2001年、カナダ水産・海洋省 (DFO) は詳細な個体群動態モデルにより、個体数を維持するには漁獲量を200–250tに留めることが必要だと結論し、2002–2007年の年間漁獲割り当てを250tに設定した。繁殖地であるニューファンドランド島沖での操業も停止された。2004年、絶滅の危機に瀕するカナダの野生生物の現状に関する委員会 (COSEWIC) は、本種が元々の個体数から大きく減少している（25%以下）ことに基づき、絶滅危惧とした。カナダ政府は本種に絶滅危惧種法を適用することはしなかったが、漁獲割り当てを185tに減らした。米国では、1993年の大西洋サメ類の漁業管理計画において、処理後の水揚げ量で年間92tの漁獲割り当てが設定された。2006年、アメリカ海洋漁業局 (NMFS) は本種を Species of Concern に掲載したが、絶滅の危機に瀕する種の保存に関する法律を適用するにはデータが不足しているとした。